# Плавание на летних Олимпийских играх 1992 — 100 метров брассом (женщины)
Соревнования женщин в плавании на 100 метров брассом на летних Олимпийских играх 1992 года состоялись 29 июля в бассейне Водного комплекса Берната Пикорнелла.
Олимпийская чемпионка 1988 года на этой дистанции Таня Дангалакова из Болгарии завершила карьеру и не выступала на Играх в Барселоне. Чемпионка мира 1991 года австралийка Линли Фрейм выступила неудачно, заняв только 15-е место. 14-летняя японка Кёко Ивасаки, которая сенсационно выиграла олимпийское золото Барселоны на 200-метровке брассом 27 июля, на этот раз не сумела выйти в основной финал, заняв в итоге 13-е место. Одной из претендентов на награды также была чемпионка мира 1991 года на 200-метровке брассом и бронзовый призёр на 100-метровке Елена Волкова, которая была пятой на 100-метровке на Играх 1988 года, но она на этот раз заняла только 20-е место. При этом в составе Объединённой команды не было украинки Светланы Бондаренко, которая была второй на 100-метровке на чемпионате Европы 1991 года в Афинах, она в 1992 году родила дочь Юлию.
В предварительных заплывах лучшее время показала чемпионка Европы 1991 года 19-летняя Елена Рудковская из Объединённой команды, которая установила рекорд Белоруссии (1:08,75). Со вторым и третьим временем в финал вышли американка Анита Нолл и австралийка Саманта Райли. В финале основная борьба за победу развернулась между Рудковской и 16-летней Нолл. В итоге Рудковская победила с результатом 1:08,00, всего на 0,09 сек хуже мирового рекорда и на 0,05 сек хуже олимпийского рекорда. Нолл установила новый рекорд Северной Америки (1:08,17) и заняла второе место, третье стала Райли с рекордом Океании (1:09,25). Победа Рудковской стала единственной для Объединённой команды в женских плавательных дисциплинах на Играх в Барселоне.

## Медалисты
| Золото                                | Серебро        | Бронза                  |
| Елена Рудковская Объединённая команда | Анита Нолл США | Саманта Райли Австралия |

## Рекорды
До начала летних Олимпийских игр 1992 года мировой и олимпийский рекорды были следующими:
| Мировой рекорд     | Зильке Хёрнер (GDR)    | 1:07,91 | Страсбург | 21 августа 1987  |
| Олимпийский рекорд | Таня Дангалакова (BUL) | 1:07,95 | Сеул      | 23 сентября 1988 |

## Результаты

### Финалы

#### Финал B
| Место | Дорожка | Спортсменка     | НОК       | Время   | Прим. |
| ----- | ------- | --------------- | --------- | ------- | ----- |
| 0     | -1      | !а              | !a        | !a      |       |
| 9     | 5       | Лоу Ся          | Китай     | 1:10,07 |       |
| 10    | 3       | Магдалена Купец | Польша    | 1:10,32 | NR    |
| 11    | 4       | Алицья Пенчак   | Польша    | 1:10,73 |       |
| 12    | 7       | Меган Клейне    | США       | 1:11,07 |       |
| 13    | 2       | Кёко Ивасаки    | Япония    | 1:11,16 |       |
| 14    | 6       | Лайза Флуд      | Канада    | 1:11,17 |       |
| 15    | 1       | Линли Фрейм     | Австралия | 1:11,36 |       |
| 16    | 8       | Лу Ди           | Китай     | 1:12,07 |       |
| 999   | 999     | ЯЯЯ             | ~z        | ~z      |       |

#### Финал A
| Место | Дорожка | Спортсменка         | НОК                  | Время   | Прим. |
| ----- | ------- | ------------------- | -------------------- | ------- | ----- |
| 0     | -1      | !а                  | !a                   | !a      |       |
| 1     | 4       | Елена Рудковская    | Объединённая команда | 1:08,00 | NR    |
| 2     | 5       | Анита Нолл          | США                  | 1:08,17 | AM    |
| 3     | 3       | Саманта Райли       | Австралия            | 1:09,25 | OC    |
| 4     | 2       | Гилен Клутье        | Канада               | 1:09,71 |       |
| 5     | 7       | Яна Дёррис          | Германия             | 1:09,77 |       |
| 6     | 8       | Габриелла Чепе      | Венгрия              | 1:10,19 |       |
| 7     | 6       | Мануэла Далла Валле | Италия               | 1:10,39 |       |
| 8     | 1       | Даниела Брендель    | Германия             | 1:11,05 |       |
| 999   | 999     | ЯЯЯ                 | ~z                   | ~z      |       |